# 로렌스 킨런
로렌스 킨런(Laurence Kinlan, 1983년 2월 3일 ~ )은 아일랜드의 배우, 텔레비전 배우이다.
더블린에서 태어났다.

## 영화
- 더 가드 (2011년)
- 러브/헤이트 (2010년)
- 마이 보이 잭 (2007년)
- 보이 이트 걸 (2005년) - 헨리 역
- 플루토에서 아침을 (2005년)
- 헤일로우 이펙트 (2004년)
- 인터미션 (2003년)
- 베로니카 게린 (2003년)
- 네드 켈리 (2003년)
- 라스트 데이즈 인 더블린 (2001년)
- 소금물 (2000년)
- 에버래스팅 피스 (2000년)